# わくわくキッズブック
わくわくキッズブックは、集英社より刊行された児童書のレーベル名である。

## 概要
- 2008年5月15日第1弾として4冊が刊行、週刊少年ジャンプなど集英社の雑誌に連載経験のある作家が多く手がけている。
- 作者名は一部、平仮名かカタカナで記載される場合もある（ただし、集英社の刊行案内や大手通販サイトでは漢字を含めた作者の正式なペンネームで表記される）。
- 公式サイトでは各巻の紹介の他に、物語を題材にした登場するゲームができる。

## 主な刊行作品
- ピット★ブルタロー（森本サンゴ）
- グータラ王子（小栗かずまた）
- でたぁーっ わんつーぱんつくん（ガモウひろし）
- ぽよよん☆ぱんだるまん（まくらしょう・かとうはるひ）
- かいとう♡ちわわんだー（まくらしょう・かとうはるひ） ※中央の記号はハートマーク
- キラリンチョ（澤井啓夫）
- ドジ忍もんじゃ!（川北亮司・森本はつえ）
- にげだせ!ジョニー（小栗かずまた）